# Pandurski otok
Pandurski otok (mađ. Pandur-sziget, Nagypandursziget) je riječni otok u jugoistočnoj Mađarskoj. 

## Ime
Ime je dobio po selu Panduru koje je predšasnik grada Baje, a koje je preseljeno u 19. st. zajedno s Kakonjem zbog učestalih poplava. 

## Zemljopisni položaj
Pruža se u smjeru istok - zapad, a na jugozapadu tvorit srpasti oblik. Dužine je oko 7 kilometara. Sa sjevera i zapada je glavni tok Dunava, s južne ga strane omeđuje Šugovica, istočno je Petofijev otok, zapadno je otok Kádár, sjeveroistočno i jugoistočno je grad Baja. Južno od zapadnog dijela otoka, preko Šugovice, nalazi se Srimljan.

## Upravna organizacija
Upravno pripada gradu Baji.

## Vanjske poveznice
- Slika s Pandurskog otoka  Arhivirana inačica izvorne stranice od 17. listopada 2016. (Wayback Machine)